# Tacumshin Lake
Tacumshin Lake är en vik i republiken Irland.   Den ligger i grevskapet Loch Garman och provinsen Leinster, i den sydöstra delen av landet. Sjön skiljs genom en liten landremsa från havet.